# Debren
Debren (bulgariska: Дебрен) är ett distrikt i Bulgarien.   Det ligger i kommunen Gărmen och regionen Blagoevgrad, i den sydvästra delen av landet, 130 km söder om huvudstaden Sofia.
Trakten runt Debren består till största delen av jordbruksmark. Runt Debren är det ganska glesbefolkat, med 35 invånare per kvadratkilometer.